# Rabina (Nevesinje, BiH)
Rabina je naseljeno mjesto u općini Nevesinje, Republika Srpska, BiH.

## Povijest
U Rabini je postojala katolička zajednica. Drugi svjetski rat bio je vrlo tegobno razdoblje za Hrvate nevesinjskog kraja. Mnogi su otišli, već 1941. planištarima je opao broj, a kobne 1942. slijedi krvavo opadanje i propadanje. Već od siječnja četnički pohodi okrvavili su Neretvu, u koje su četnici u prvom pohodu bacali ljude, žene i djecu, ubijene i žive koje su onda s obale puškom gađali. Preživjele su spasili muslimani kroz čija ih je sela Neretva nosila. Zbog višekratnog četničkoga koljačkog pohoda nevesinjska župa izgubila je oko 300 članova. U poraću je val iseljavanja zahvatio čitav ovaj kraj, no odseljenici su održavali cijelo vrijeme vezu s rodnim krajem.
Nakon potpisivanja Daytonskog mirovnog sporazuma izdvojeno je istoimeno naseljeno mjesto koje je pripalo gradu Mostaru koji je ušao u sastav Federacije BiH.

## Stanovništvo

### Popisi 1961. – 1991.
| Rabina        |              |              |              |              |
| godina popisa | 1991.        | 1981.        | 1971.        | 1961.        |
| Muslimani     | 338 (89,89%) | 360 (83,53%) | 364 (69,47%) | 319 (54,07%) |
| Srbi          | 36 (9,57%)   | 54 (12,53%)  | 151 (28,82%) | 258 (43,73%) |
| Hrvati        | 0            | 3 (0,69%)    | 8 (1,52%)    | 11 (1,86%)   |
| Jugoslaveni   | 2 (0,53%)    | 0            | 14 (3,24%)   | 1 (0,17%)    |
| ostali        | 0            | 0            | 1 (0,19%)    | 1 (0,14%)    |
| ukupno        | 376          | 431          | 524          | 590          |

### Popis 2013.
| Rabina             |             |
| godina popisa      | 2013.       |
| Srbi               | 19 (82,61%) |
| Bošnjaci           | 2 (8,70%)   |
| Hrvati             | 0           |
| ostali i nepoznato | 2 (8,70%)   |
| ukupno             | 23          |